# Hyperbaena valida
Hyperbaena valida är en tvåhjärtbladig växtart som beskrevs av John Miers. Hyperbaena valida ingår i släktet Hyperbaena och familjen Menispermaceae. Inga underarter finns listade i Catalogue of Life.